# Pavol Bidulský
Pavol Bidulský (* 28. září 1951) je bývalý slovenský fotbalový útočník.

## Hráčská kariéra
V československé lize nastoupil za Lokomotívu Košice v osmi utkáních, aniž by skóroval.

### Prvoligová bilance
| Ročník             | Zápasy | Góly | Minuty | Klub                 |
| ------------------ | ------ | ---- | ------ | -------------------- |
| I. liga 1971/72    | 8      | 0    | 293    | TJ Lokomotíva Košice |
| CELKEM I. ČS. LIGA | 8      | 0    | 293    |                      |